# Estadio Carlos Ugalde Álvarez
El Estadio Carlos Ugalde Álvarez es un estadio de fútbol ubicado en Ciudad Quesada, cantón de San Carlos, Alajuela, Costa Rica.
El estadio es propiedad de la Municipalidad de San Carlos y lo utiliza el equipo de la Primera División de Costa Rica, la Asociación Deportiva San Carlos.
El estadio tiene capacidad para 6.500 aficionados pero por regulaciones de la comisión de emergencias de Costa Rica tiene capacidad de 4.500 aficionados y tiene cancha artificial o sintética.
Entre febrero y mayo del 2010 se instaló la nueva gramilla sintética.
El estadio Carlos Ugalde que lleva el nombre de uno de los máximos dirigentes deportivos y políticos de Ciudad Quesada fue utilizado por primera vez para un encuentro de primera división en 1966, en aquel entonces San Carlos cayó por la mínima diferencia ante el Club Sport Cartaginés.